# Битва за Рамади (2014—2015)
Битва за Эр-Рамади — часть наступления Исламского государства в рамках захвата всей провинции Анбар. Рамади был одним из последних оплотов иракского правительства в провинции Анбар. Сражение началось в октябре 2014 года и подошло к концу, когда боевики Исламского государства захватили правительственные здания 14 мая 2015 года. 17 мая стало известно, что иракская армия покинула город.